# Escuela Militar de Paracaidismo Méndez Parada
Escuela Militar de Paracaidismo "Méndez Parada" (Escola Militar de Paraquedismo) é uma Unidade Militar de formação pertencente à Força Aérea Espanhola, onde se formam todos os paraquedistas militares de Espanha.

## História
A Escuela Militar foi criada a partir da antiga "Escola Elementar de Pilotos n. 1", de acordo com a publicação do Boletim Oficial da Força Aérea (B.O.A. 97), de 15 de agosto de 1947, nomeando como seu primeiro diretor, o Capitão Ramón Salgas Larrazábal. Um mês mais tarde, a 15 de setembro, dá-se início ao Primeiro Curso Básico de Paraquedismo, com 174 homens. O primeiro lançamento de paraquedistas ocorre a 23 de janeiro do ano seguinte (1948). Em 1959, a Unidade passou a designar-se como "Escola Militar de Paraquedistas".
Desde sua criação, esta Escola ministrou mais de 1800 cursos relacionados com o paraquedismo, qualificando quase 120.000 militares. Atualmente, o número total de lançamentos em paraquedas ronda o milhão e meio, entre alunos, professores e instrutores.

## Missão
A Escuela Militar de Paracaidismo treina os soldados paraquedistas com a moral, física e técnica necessárias para que possam servir nas diferentes unidades especiais desta força.
Adicionalmente, treina ainda o pessoal do Exército e Armada, além de pessoal pertencente à FCSE, Polícia Nacional e de países da NATO.

## Relação com as Tropas Paraquedistas de Portugal
Esta Unidade teve um papel fundamental para a criação das Tropas Paraquedistas Portuguesas, uma vez que foi nela que foram qualificados os primeiros instrutores de paraquedismo portugueses (dois oficiais e um sargento), entre 1953 e 1954.
Em 1955, 232 militares portugueses, provenientes dos três ramos das Forças Armadas, frequentaram o 22º Curso de Paracaidismo, tendo 192 concluído o mesmo com sucesso. Estes militares integrariam a primeira Unidade Militar paraquedista em Portugal (Batalhão de Caçadores Paraquedistas), criada em 23 de maio de 1956. A partir daí, a formação de paraquedismo militar passaria a ser ministrada nessa Unidade.

Existe uma fotografia de grupo com os paraquedistas deste curso, no Museu das Tropas Paraquedistas.